# Орловское сельское поселение (Кемеровская область)
Орловское сельское поселение — упразднённое муниципальное образование в Новокузнецком районе Кемеровской области.
Находится на Южно-Кузбасской железной дороге, но остановок нет. Примыкает к поселкам на линии. Население — русские и шорцы.
На территории поселения имеется автобусная остановка Красная Орловка на дороге между Осинниками и Калтаном.
С 2013 по 2022 входил в состав Центрального сельского поселения.
С 2022 входит в Куртуковское территориальное управление Новокузнецкого района , в п Красная Орловка имеется пункт приема населения.

## Административное деление
В составе сельского населённого пункта находятся следующие населённые пункты.
Верхний Калтан, Зелёный Луг, Красная Орловка, Красный Калтан, Юрково, Чёрный Калтан.